# 曙光农场 (电白区)
曙光农场是中华人民共和国广东省茂名市电白区的一个國營農場，为广东省农垦集团公司茂名分公司（茂名农垦局）下属十二家国营农场之一。所在区域列为电白区的一个类似乡级单位。

## 行政区划
下辖以下地区：
曙光农场虚拟社区。